# Даме-Шпреевальд (район)
Даме-Шпреевальд (нім. Landkreis Dahme-Spreewald) — район у Німеччині, у землі Бранденбург. Центр району — місто Люббен. Площа - 2 261 кв. км. Населення — 164 693 ос. (на 31 грудня 2020). Густота населення - 72 особи/кв.км. 
Офіційний код району - 12 0 61.

## Міста та громади
До складу району входять 5 самостійних міст, 8 самостійних громад, а також 4 міста і 20 громад, об'єднаних у три об'єднання громад.
(дані про населення навеені на 31 грудня 2020)
|  | Самостійні міста: 1. Вільдау (10633) 2. Кенігс-Вустергаузен (38111) 3. Лукау (9443) 4. Люббен (14036) 5. Міттенвальде (9428) Самостійні громади: 1. Айхвальде (6452) 2. Бестензе (8344) 3. Гайдеблік (3543) 4. Гайдезее (7163) 5. Меркіше-Гайде (3904) 6. Цойтен (11355) 7. Шенефельд (17017) 8. Шульцендорф (8945) |

Об'єднання громад:
(центр об'єднання *)
| 1. Ліберозе/Обершпреевальд (7067) 1. Альт-Цаухе-Вусверк (465) 2. Билегуре-Билен (753) 3. Ліберозе (місто) (1371) 4. Ной-Цаухе (1061) 5. Швілохзее (1501) 6. Шпреевальдгайде (454) 7. Штраупіц* (950) 8. Ямліц (512) 2. Шенкенлендхен (8888) 1. Гальбе (2415) 2. Грос-Керіс (2371) 3. Меркіш-Бухгольц (місто) (836) 4. Мюнхегофе (476) 5. Тойпіц (місто)* (1885) 6. Шверін (905) | 3. Унтершпреевальд (8987) 1. Берстеланд (889) 2. Гольсен (місто)* (2507) 3. Дрансдорф (675) 4. Казель-Гольциг (671) 5. Крауснік-Грос-Вассербург (594) 6. Ріцноєндорф-Штааков (619) 7. Унтершпреевальд (809) 8. Шенвальд (1176) 9. Шлепциг (589) 10. Штайнрайх (458) |

## Населення
| Рік  | Населення |
| ---- | --------- |
| 1993 | 141.701   |
| 1994 | 142.819   |
| 1995 | 144.990   |
| 1996 | 147.871   |
| 1997 | 150.995   |
| 1998 | 154.894   |
| 1999 | 157.341   |
| 2000 | 158.994   |

| Рік  | Населення |
| ---- | --------- |
| 2001 | 159.568   |
| 2002 | 159.923   |
| 2003 | 160.173   |
| 2004 | 161.179   |
| 2005 | 161.937   |
| 2006 | 161.756   |
| 2007 | 161.699   |
| 2008 | 161.482   |

| Рік  | Населення |
| ---- | --------- |
| 2009 | 161.708   |
| 2010 | 161.805   |
| 2011 | 160.108   |
| 2012 | 160.314   |
| 2013 | 160.793   |
| 2014 | 161.952   |
| 2015 | 164.528   |